# Heteresmia turbata
Heteresmia turbata là một loài bọ cánh cứng trong họ Cerambycidae.